# Shine On You Crazy Diamond
"Shine On You Crazy Diamond" is een compositie van de muziekgroep Pink Floyd.  De tekst is van Roger Waters en de muziek werd geschreven door Richard Wright, Roger Waters en David Gilmour. Het stuk staat in de toonaard G-mineur.

## Geschiedenis
Pink Floyd zat in een lastig parket. Na hun uiterst succesvolle album The Dark Side of the Moon moest men met een muziekalbum komen dat dat succes minstens zou evenaren. Terwijl Dark Side nog hoog in de albumlijsten stond begon Pink Floyd met de opnamen voor diens opvolger in de Abbey Road Studios. De keus viel op de mogelijkheid de muziek langzaam te laten opkomen in een zogenaamde fade-in. De muziek bestaat uit een enkel akkoord. Een albumthema voor het conceptalbum vond men in nostalgie, waarbij de nadruk kwam te liggen op ex-lid Syd Barrett, die uit de band was gezet omdat hij vanwege zijn drugsprobleem niet meer te vertrouwen was. De voornaam SYD zit in de titel verwerkt, wat in eerste instantie niet zo was. De oorspronkelijke titel was Shine On en werd dus later uitgerekt. Shine On was in de eerste fase ook één lange track, ze werd later gesplitst om het album te openen en sluiten. Het werd voor het eerst en laatst als één geheel gespeeld tijdens hun tournee in 1974 door Frankrijk. Daarna was het eigenlijk gedaan met het slotstuk, want dat is in populariteit later ver achtergebleven bij het eerste deel.

## Muziek
Shine On You Crazy Diamond is een suite in de popmuziek. Het bestaat wel uit secties, maar die worden achter elkaar gespeeld, ook toen er andere tracks tussen werden gezet. Shine On is daarmee een unicum. Door een fade-in als begin en een overgang naar "Welcome to the Machine" aan het slot van het eerste gedeelte en een overgang vanuit "Wish You Were Here" en een fade-out als eind heeft het geen werkelijk begin en eind.

### Tijd 0:00
Shine On begint met een akkoord op de EMS VCS 3- en ARP-synthesizers, ondersteund door een Hammondorgel. Het g-mineur akkoord wordt begeleid door kleine geluidseffecten die nauwelijks hoorbaar zijn, maar als ze weggelaten worden direct gemist worden. Als geluidseffect werd ook gebruik gemaakt van het met een natte vinger langs randen van glazen te gaan, die tot verschillende hoogten waren gevuld. De somberheid wordt versterkt doordat de klanken van de solerende Moog-synthesizer zo geprogrammeerd zijn, alsof ze moeilijk aanspreken. Het geeft de muziek een zekere traagheid en stroperigheid mee. Als akkoorden worden alleen I, IV en V in de toonsoort Gm gebruikt. Gilmour valt in met de gitaar en eigenlijk is Shine On vanaf dan een constant duel tussen gitaar en toetsinstrumenten. De muziek sterft aan het eind bijna weg.
Op de solo DVD van David Gilmour: Live in Gdansk wordt Shine On You Crazy Diamond nog gespeeld met de authentieke kristallen glazen.

### Tijd 3:55
De diamant wordt aangekondigd met de serie Bes F G E, een serie tonen die de gehele tweede sectie in beslag neemt. De noten worden scherp omrand gespeeld, dat in tegenstelling tot de trage synthesizerpartij. Nick Mason mag hier voor het eerst meespelen en komt ook als een soort fade-in opzetten, waarna het werk direct in een zesachtstemaat wordt voortgezet. Gilmour soleert hier tegen zijn eigen notenserie in.

### Tijd 6:28
Wright begint hier met zijn solo, wederom op de Minimoog, als instrumentale inleiding naar de zang toe. Ook Gilmour mag nog opkomen en leidt de zang in. Wat opvalt bij de overgang is dat een slag van de slagwerker als opmaat dient voor de zang.

### Tijd 8:42
Pas op 8:42 komt het zangwerk tevoorschijn. De teksten van Roger Waters gaan over het leven van Syd Barrett, in een verhalende vorm. Maar geeft ook aan waar het misging met Barrett; You reached for the secret too soon. Na twee coupletten is de zang alweer verdwenen.

### Tijd 11.09
Na de zang komt direct een derde solerend muziekinstrument tevoorschijn: de saxofoon van Dick Parry, voorheen spelend bij If. Die jazzrock-achtergrond laat Parry als improvisatie klinkend soleren. Plotseling wordt echter de geluidskraan dichtgedraaid en machinegeluiden komen op.

### Tijd 13:30
Bij 13.30 overheerst de machine de muziek van de wegstervende wild solerende saxofoon.

### Tijd 0:00
Het tweede gedeelte van Shine On komt vanuit de overgang van "Wish You Were Here". De door de synthesizer gespeelde windgeluiden zorgen voor een naadloze overgang. Een langzame sequencer zet het tempo vast. Om alles vast te zetten komt een basgitaar onverwacht scherp aanzetten. Opnieuw een solo van de synthesizer, nu samen met de gitaar, waarbij de overgang niet altijd even duidelijk is. Het tempo wordt omhoog geschroefd door de tweekwartsmaat om te zetten naar de zesachtstemaat; het basistempo blijft hetzelfde want de sequencer blijft als een basso continuo in hetzelfde tempo meespelen. Gilmour soleert hier op de lap steel guitar vaak tegen zijn eigen begeleiding in; reden waarom tijdens tournees Snowy White werd ingeschakeld om de tweede stem te spelen. Het deel komt plotseling in rustiger vaarwater als inleiding tot het derde couplet.

### Tijd 4:56
Het derde couplet wordt ingezet; ook de sequencer is ineens weg. De gitaar geeft eerst aan dat we naar het volgend deeltje gaan, vervolgens de toetsen en het slagwerk.

### Tijd 6:00
Het lange outro begint met een funky ritme, waarbij het toetsenwerk de belangrijkste stem heeft. Er dreigt in herhaling een fade-out te komen, maar die blijft achterwege.

### Tijd 9:00
Het funky ritme wordt overgenomen door een stramme vierkwartsmaat, na een overgang met een rallentando in het slagwerk. De muziek klinkt uiterst treurig. Alhoewel de stroperige klanken in de toetsen geheel verdwenen zijn, lijkt de muziek te vertragen, ook vanwege de kleine tempovertragingen bij overgangen. De toetseninstrumenten brengen het werk ten slotte naar het eind. Het gehele werk staat in mineur geschreven, maar eindigt op een Picardisch akkoord, een plotselinge ommezwaai naar majeur.

### Tijd 12:22
Muziek is geheel verdwenen, maar sluit naadloos aan op deel 1.

## Verder
De tweedeling op het album zou ervoor zorgen dat het werk zelden totaal werd gespeeld. Het eerste gedeelte verdiende de voorkeur. Dat de muziek gewild is, bleek uit het feit dat Pink Floyd het stuk ook zonder Waters speelde. Gilmour speelde het op zijn soloconcerten en ook Waters bleef de secties 1 tot en met 5 spelen. Liefhebbers van progressieve rock beschouwen het nog steeds als een van de beste nummers die de band heeft voortgebracht, terwijl het album Dark Side vele malen meer is verkocht dan Wish You Were Here. De delen 1 tot en met 5 komen daarbij jaarlijks aan bod in de Top 2000, ondanks het feit dat het nooit als single is uitgegeven. Het nummer staat sinds 2000 in die Top 2000 en heeft in 2012, 2013 en 2014 zelfs in de top 10 gestaan.

## Musici
- Roger Waters — basgitaar, leadzang, elektrische gitaar in sectie 8
- David Gilmour — gitaar, achtergrondzang, lap steel guitar in sectie 6, EMS Synthi AKS
- Richard Wright — Hammondorgel, ARP String Ensemble, Minimoog, clavinet in sectie 8, Fender Rhodes in deel 8, Steinway-piano in secties 3 en 9, achtergrondzang
- Nick Mason — slagwerk, percussie
- Dick Parry — baritonsaxofoon en tenorsaxofoon
- Carlena Williams — achtergrondzang
- Venetta Fields — achtergrondzang

## Hitnoteringen

### NPO Radio 2 Top 2000
| Nummer met noteringen in de NPO Radio 2 Top 2000 | '00 | '01 | '02 | '03 | '04 | '05 | '06 | '07 | '08 | '09 | '10 | '11 | '12 | '13 | '14 | '15 | '16 | '17 | '18 | '19 | '20 | '21 | '22 | '23 | '24 |
| ------------------------------------------------ | --- | --- | --- | --- | --- | --- | --- | --- | --- | --- | --- | --- | --- | --- | --- | --- | --- | --- | --- | --- | --- | --- | --- | --- | --- |
| Shine On You Crazy Diamond                       | 50  | 47  | 33  | 26  | 25  | 12  | 14  | 21  | 19  | 13  | 15  | 16  | 7   | 10  | 9   | 14  | 20  | 22  | 18  | 22  | 28  | 29  | 27  | 25  | 25  |

1. ↑  Een vetgedrukt getal geeft de hoogste notering aan.
2. ↑  2000 was het eerste jaar met een notering voor dit nummer.

### Evergreen Top 1000
| Evergreen Top 1000 "Shine on You Crazy Diamond" | Evergreen Top 1000 "Shine on You Crazy Diamond" | Evergreen Top 1000 "Shine on You Crazy Diamond" | Evergreen Top 1000 "Shine on You Crazy Diamond" | Evergreen Top 1000 "Shine on You Crazy Diamond" | Evergreen Top 1000 "Shine on You Crazy Diamond" | Evergreen Top 1000 "Shine on You Crazy Diamond" | Evergreen Top 1000 "Shine on You Crazy Diamond" | Evergreen Top 1000 "Shine on You Crazy Diamond" | Evergreen Top 1000 "Shine on You Crazy Diamond" | Evergreen Top 1000 "Shine on You Crazy Diamond" | Evergreen Top 1000 "Shine on You Crazy Diamond" | Evergreen Top 1000 "Shine on You Crazy Diamond" | Evergreen Top 1000 "Shine on You Crazy Diamond" | Evergreen Top 1000 "Shine on You Crazy Diamond" | Evergreen Top 1000 "Shine on You Crazy Diamond" | Evergreen Top 1000 "Shine on You Crazy Diamond" |
| Jaar                                            | 2008                                            | 2009                                            | 2010                                            | 2011                                            | 2012                                            | 2013                                            | 2014                                            | 2015                                            | 2016                                            | 2017                                            | 2018                                            | 2019                                            | 2020                                            | 2021                                            | 2022                                            | 2023                                            |
| ----------------------------------------------- | ----------------------------------------------- | ----------------------------------------------- | ----------------------------------------------- | ----------------------------------------------- | ----------------------------------------------- | ----------------------------------------------- | ----------------------------------------------- | ----------------------------------------------- | ----------------------------------------------- | ----------------------------------------------- | ----------------------------------------------- | ----------------------------------------------- | ----------------------------------------------- | ----------------------------------------------- | ----------------------------------------------- | ----------------------------------------------- |
| Positie                                         | -                                               | -                                               | -                                               | -                                               | -                                               | -                                               | -                                               | -                                               | -                                               | 160                                             | 55                                              | 56                                              | 45                                              | 36                                              | 39                                              | 40                                              |